# فری لاگونگرو
فری لاگونگرو (به پرتغالی: Frei Lagonegro) یک منطقهٔ مسکونی در برزیل است که در میناز ژرایس واقع شده‌است. فری لاگونگرو ۳٬۴۸۷ نفر جمعیت دارد.